# Isla de Nisida
Isla de Nisida (en italiano: Isola di Nisida) es una isla volcánica del archipiélago de las islas Flégreas, en el sur de Italia. Se encuentra a una distancia muy corta del cabo Posillipo, justo al norte de Nápoles, que ahora está conectada al continente por un puente de piedra. El islote es casi circular, con un cráter inundado que forma la bahía de Porto Paone en la costa suroeste. Tiene un diámetro de cerca de 0,5 kilómetros y una altitud máxima de 105 m.
El nombre de la isla proviene del griego para "islote" (pequeña isla), νησίς, por lo que fue latinizada como nesida.
La isla ha cobrado fama históricamente como lugar de reclusión: primero como lazareto, luego empleado por la dinastía borbónica como mazmorras, transformadas en el siglo XIX en colonia penal y, durante la época fascista, rebautizada como casa de reeducación (un reformatorio para trescientos cincuenta jóvenes inaugurado en 1935). Actualmente sigue utilizándose como establecimiento correccional de menores —uno de los diecinueve centros de este tipo existentes en Italia— bajo el nombre de Istituto Penale Minorile di Nisida.